# Grabben Gullen
Grabben Gullen är en ort i Australien. Den ligger i kommunen Upper Lachlan Shire och delstaten New South Wales, i den sydöstra delen av landet, omkring 180 kilometer sydväst om delstatshuvudstaden Sydney.
Trakten runt Grabben Gullen är nära nog obefolkad, med mindre än två invånare per kvadratkilometer.. Närmaste större samhälle är Crookwell, omkring 11 kilometer nordost om Grabben Gullen.
Trakten runt Grabben Gullen består till största delen av jordbruksmark. Genomsnittlig årsnederbörd är 925 millimeter. Den regnigaste månaden är februari, med i genomsnitt 174 mm nederbörd, och den torraste är maj, med 40 mm nederbörd.